# Henok Goitom
Henok Goitom (tigrajsky ሄኖከ ጎይትኦም; * 22. září 1984, Solna, Švédsko) je švédsko-eritrejský fotbalový útočník, od léta 2016 hráč amerického klubu San Jose Earthquakes. Na mládežnické úrovni reprezentoval Švédsko, v seniorské kategorii reprezentuje Eritreu.

## Klubová kariéra
- Essinge IK (mládež)
- FC Inter Orhoy (mládež)
- Vasalunds IF (mládež)
- Udinese Calcio 2003–2007
- →  CF Ciudad de Murcia (hostování) 2005–2007
- Real Murcia 2007–2009
- →  Real Valladolid (hostování) 2008–2009
- UD Almería 2009–2012
- AIK Stockholm 2012–2015
- Getafe CF 2016
- San Jose Earthquakes 2016–[1]

## Reprezentační kariéra

### Švédsko
Goitom nastupoval v letech 2005–2006 za švédskou mládežnickou reprezentaci U21.

### Eritrea
V reprezentačním A-mužstvu Eritrey debutoval v roce 2015.